# Baron Glenavy
Baron Glenavy, of Milltown in the County of Dublin, war ein erblicher britischer Adelstitel in der Peerage of the United Kingdom.

## Verleihung
Der Titel wurde am 26. Juli 1921 für den ehemaligen Unterhausabgeordneten Sir James Campbell, 1. Baronet geschaffen, anlässlich seines Ausscheidens aus dem Amt des Lordkanzlers von Irland. Ihm war bereits am 10. Januar 1917 in der Baronetage of the United Kingdom der fortan nachgeordnete Titel Baronet, of Glenavy in the County of Antrim, verliehen worden.
Die Titel erloschen, als sein Enkel, der 4. Baron, im Juni 1984 ohne Nachkommen verstarb.

## Liste der Barone Glenavy (1921)
- James Campbell, 1. Baron Glenavy (1851–1931)
- Charles Campbell, 2. Baron Glenavy (1885–1963)
- Patrick Campbell, 3. Baron Glenavy (1913–1980)
- Michael Campbell, 4. Baron Glenavy (1924–1984)